# Edesio Garamendi
Edesio de Garamendi y González de la Mata (1849-1899) fue un arquitecto español.

## Biografía
Nació en 1849. Arquitecto municipal de Bilbao a finales del siglo XIX, proyectó edificios como el mercado del Ensanche y el hospital de Solokoetxe, además de participar en la construcción del cementerio de Vista Alegre, donde también intervino Enrique Epalza. Falleció en Bilbao hacia mediados de febrero de 1899.